# Municipio de Jackson (condado de Putnam, Misuri)
El municipio de Jackson (en inglés: Jackson Township) es un municipio ubicado en el condado de Putnam en el estado estadounidense de Misuri. En el año 2010 tenía una población de 160 habitantes y una densidad poblacional de 1,51 personas por km².

## Geografía
El municipio de Jackson se encuentra ubicado en las coordenadas 40°26′6″N 93°8′37″O / 40.43500, -93.14361. Según la Oficina del Censo de los Estados Unidos, el municipio tiene una superficie total de 105.64 km², de la cual 105,45 km² corresponden a tierra firme y (0,18 %) 0,19 km² es agua.

## Demografía
Según el censo de 2010, había 160 personas residiendo en el municipio de Jackson. La densidad de población era de 1,51 hab./km². De los 160 habitantes, el municipio de Jackson estaba compuesto por el 100 % blancos. Del total de la población el 1,25 % eran hispanos o latinos de cualquier raza.